# Sofija Sonja Balog
Sonja Balog je rođena u Rumi, 1935. godine. Njeni roditelji, Biserka i oficir Maksim Popović, doselili su se u Bečej kada je njoj bilo tek godinu dana. Po završetku osnovne i srednje muzičke škole u Bečeju i Novom Sadu, krajem predesetih godina upisuje Muzički akademiju u Beogradu. Uporedo sa studijama počinje da radi u Muzičkoj školi u Bečeju, da bi od 1959. godine našla svoje mesto u O.Š. „Zdravko Gložanski“, u kojoj ostaje sve do penzionisanja, 1991. godine. Umrla je 2004. godine, posle duge i teške bolesti. Bila je udata za profesora fizičkog vaspitanja Andraša Baloga sa kojim je imala kćerku Elizabetu.

## Doprinos razvoju muzičkom obrazovanju bečejske dece
Ambiciozna po prirodi, vrstan stručni i muzički pedagog, Sonja Balog se ne zadovoljava da samo muzički obrazuje poverenu joj decu. Zato osniva svoj prvi školski hor. Pažljivo odabira učenike, istrajno i uporno održava probe, izvlačeći maksimum od svojih malih horista. Još vrlo mlada i sama raste, usavršava sebe i svoj hor. Nastupajući sa horom, postepeno stiče korisna poznanstva sa istaknutim predstavnicima iz sveta dečje muzike i poezije, Jovanom Adamovim, Minjom Subotom i Ljubivojem Ršumovićem. Njihova iskustva je prihvatala i primenjivala, ali je svemu davala i pečat samosvojnosti. Posebno vredan uspeh ostvarila je sarađujući sa beogradskim kompozitorom i horskim dirigentom Vojislavom Ilićem. Naime, on je tokom niza godina dolazio u Bečej na po nekoliko dana i zajedno sa prof. Balog uvežbavao školski hor. Tako je ona neposredno upoznavala metode rada sa horom, što se ne uči ni u jednoj školi.

## Uspesi Sonje Balog
Ljubav prema muzici neprestano ju je gonila u nove izazove. Njeni učenici su učestvovali u svojevremeno veoma popularnoj dečjoj takmičarskoj muzičkoj emisiji „Tobogan“, naravno, izuzetno uspešno. Neverovatno, ali istinitno: toliko uspešno, da im je, zbog više uzastopnih osvajanja prvog mesta, izvesno vreme čak bilo zabranjeno da učestvuju. 
I tradicionalno svečano otvaranje „Majskih igara“ retko kad je održano bez učešća Sonje Balog i njenog hora. Ali, njena svestranost se nije tu iscrpljivala: u svojoj školi je vodila i ritmički grupu, u ANIP „Đidu“ pomagala je u osmišljavanju koreografije, a angažovala se i u Dramskom studiju „Feniks“ u Radičeviću. Svoje znanje i iskustvo nesebično je darivala svima onima koji su bili zainteresovani za svet muzike.

## Spoljašnje veze
- Zvaničan sajt OŠ "Zdravko Gložanski" Bečej